# Association des femmes artistes de Munich
L'Association des femmes artistes de Munich (Münchner Künstlerinnenverein) est une association professionnelle fondée en 1882 à Munich, qui réunit artistes et artisanes munichoises. De 1884 à 1920, l'association organise une formation professionnelle artistique pour femmes afin de pallier l'interdiction faîte aux femmes de fréquenter l'Académie des beaux-arts.

## Histoire

### Fondation
En avril 1882, des femmes artistes et des étudiantes de l'École des arts appliqués de Munich se réunissent. Elles invitent toutes les femmes travaillant dans le domaine artistique à les rejoindre pour trois réunions à l'hôtel Kappler. En novembre 1882, l’Association des femmes artistes de Munich est créée. Bertha von Tarnóczy (de), Clementine von Braunmühl (de), Sophie Dahn-Fries (de), Ilka von Fabrice, Olga Weiß (de) et Martha Giese (1860–1923) en sont les fondatrices. L'Association des femmes artistes de Munich est enregistrée officiellement en 1888.
En mai 1883, les premiers statuts sont adoptés. L'objet de l'association est d'offrir une entraide professionnelle, de diffuser et développer une culture artistique dans les cercles féminins.
L'Académie des Beaux-Arts de Munich est interdite aux femmes jusqu'en 1920. Les femmes artistes avaient toutes surmonté l'absence de formation. L'Association des femmes artistes de Munich devient une institution de défense des droits des femmes et de professionnalisation. L'association crée en 1884, une école pour femmes.
À partir de 1890, l'association loue un local dans un atelier loué au 89 de la Türkenstraße. En 1899, elle ouvre une maison d'artistes au 21 de la Barer Straße, qui devint le centre de ses activités. C'est là que se trouvent l'administration, les ateliers de l'école et les salles de réunion. Des soirées, des conférences, des festivals, des expositions y sont régulièrement organisés.
L'association propose également à ses membres des visites d'atelier, des cours de perfectionnement en dessin, une bibliothèque spécialisée, des conseils de carrière. Le soutien financier consiste en concours et bourses, achats et soutien à des expositions externes. En 1892, un fonds d'avances est créé pour financer des prêts aux adhérentes pour poursuivre leurs études ou en cas de difficulté financière. Une autre mesure phare est la création d'une assurance maladie obligatoire. Des séjours de loisirs au lac Chiemsee sont proposés. Une maison de loisirs est ouverte à Baiersbronn. En 1907, la gestion des prestations sociales de l’association est reprise par l’Association d’aide aux femmes artistes.

### Fonctionnement
Pour être adhérente, les candidates présentent leur travail face à un jury. L'association n'est ouverte qu'aux femmes qui vivent de leur art. Pour être élue au comité de l'association, composé de 12 à 15 personnes et doté de pouvoirs étendus, les postulantes doivent résider à Munich. La présidente de l’association doit être une résidente de longue date de la ville.
L'association compte également des membres extraordinaires ou passifs, dont elle attend des suggestions artistiques ou un soutien aux fins pratiques de l'association. À partir de 1908, des membres sympathisantes sont également acceptées. Elles paient une cotisation plus élevée (20 marks au lieu de 6-8) et reçoivent en échange des avantages tels que la participation à des tombolas, prix d'usine et des prix d'entrée réduits. Les hommes au nombre de 16 maximum peuvent être membre de soutiens. Il y a également des membres honoraires, comme María de la Paz d'Espagne et Marie Thérèse d'Autriche-Este. Ces membres honoraires jouent un rôle prépondérant sur le marché de l’art en tant que collectionneuses et mécènes. Elles participent à la notoriété de l’association. Elles soutiennent financièrement l'association.
En 1882, l'association des artistes compte entre 40 et 50 membres. En 1903/04, Elles sont 714 femmes adhérentes à l'association, dont 203 membres titulaires, 427 étudiantes de l'école d'arts, 81 amies des arts et trois membres honoraires.
En 1904/1905, un conflit interne éclate sur des  questions d'organisation entre quelques membres et les étudiantes. La présidente Johanna Tecklenborg (de) démissionne de son poste. Betty Nägeli, fondatrice est élue présidente provisoire. Elle quitte rapidement l'association avec une trentaine d'autres adhérentes. L'association d'artistes appelle à la solidarité. En 1909/10, le nombre d'adhérentes est de 770 membres. En 1920/21, elles sont 571.
En 1920, les académies des beaux-arts ouvrent leurs portes aux femmes. L'Académie des femmes de Munich cesse son activité. Pendant la Gleichschaltung et la période nationale-socialiste, les objectifs de l'association se réduisent à la protection des intérêts professionnels des femmes artistes. Les critères d’admission changent, passant d’un jury à des lettres de recommandation. Le nombre de membres diminue et certaines rejoignent le groupe local de Munich du GEDOK en 1933. En 1935, le club déménage de la Barer Straße à l'Akademiestraße 17–19. Ces bâtiments sont entièrement détruits en 1944. En 1954, l'association compte encore 122 membres. L'assemblée générale de 1967, réduite à neuf membres, vote la dissolution de l'association.

### Présidentes de l'association
- 1882–1885: Clementine von Braunmühl (de)
- 1885–1898: Sophie Dahn-Fries (de)
- 1898–1904: Johanna Tecklenborg (de)
- 1904–1904: Betty Nägeli (1854–1947)
- 1904–1923: Martha Giese
- 1923–1933: Johanna Hoke
- 1933–1940: Cäcilie Graf-Pfaff (de)
- 1904–1948: Else Gradinger (1884–1973)
- 1948–1956: Henny Protzen-Kundmüller (de)
- 1956–1967: Gertrud Fischer-Haeckel

## École d'art
L'école d'art ou académie des femmes fondée en 1884, est organisée sur le modèle de l'Académie royale des arts de Bavière. Les étudiantes choisissent leurs propres professeurs. Peindre en atelier ou en plein air leur sont proposées. L'école de l'Association des femmes artistes de Munich, l'École de peinture de Karlsruhe et l'école de  l'Association des femmes artistes de Berlin, sont les seules institutions de formation pour les femmes qui aspirent à des professions artistiques. Gabriele Münter, s'inscrit à Munich au début du XXe siècle.
En 1886, les trois premiers ateliers de l'Académie des femmes ouvrent dans la Theresienstraße. En 1888, les locaux sont transférés au 89 de la Türkenstraße. En 1898, l'école s'installe dans la maison des artistes de la Barer Straße et dans les bâtiments adjacents. Le nombre d'étudiantes est de 10 en 1884, 427 en 1903/04, 471 en 1909/10, 260 en 1920. Au total, plus de 1 750 étudiantes sont formées à l'académie des femmes de Munich.
Les matières enseignées comprennent le dessin de nu, l'anatomie, le plâtre, la composition, le visage, la figure habillée, l'histoire de l'art, le paysage, la lithographie, le cours de modelage, la perspective, la gravure à l'eau-forte, l'illustration, la nature morte, la peinture animalière.
L'académie des femmes de Munich propose une offre de cours très étendue par rapport aux autres écoles privées et se distingue par l'étude du nu et un nombre important de matières obligatoires. Cependant, l'académie pour femmes ne peut pas rivaliser avec les académies des beaux-arts réservées aux hommes. Le nombre d’heures d'enseignement pour chaque matière est inférieur. Certains cours ne sont pas proposés tous les ans. Les coûts pour les étudiantes sont nettement plus élevés. L'académie des femmes de Munich n'est pas subventionnée par l'état. Ses moyens financiers sont moindres. Elle est à but non lucratif et non orientée vers le profit.
L'Académie des femmes est dissoute à la fin du semestre d'été 1920.

### Corps enseignant
- Carola Baer-von Mathes (1894–1899)
- Hugo Emanuel Becher (1907–1912)
- Carl Johann Becker-Gundahl (1895–1897)
- Ernst Berger (1909–1919)
- Peter Birkenholz (1906)
- Tina Blau (1887–1894)
- Clementine von Braunmühl (1885–1888)
- Fritz Burger (1910–1911)
- Ernst Burmester (1910–1919)
- Elisabeth Büttner (1890–1894)
- Maximilian Dasio (1896–1901)
- Julius Diez (1904–1907)
- Robert Engels (1905–1910)
- Friedrich Fehr (1893–1899)
- Max Feldbauer (1902–1916)
- Karl Gebhardt (1887–1894)
- Bruno Goldschmitt (1919–1920)
- Emilie von Hallavanya (1911–1920)
- Fritz Hegenbart (1900–1902)
- Heinz Heim (1884–1885)
- Ludwig Herterich (1885–1895)
- Moritz Heymann (1903–1906)
- Adolf Höfer (1906–1920)
- Theodor Hummel (1905–1907)
- Charles Jaeckle (1912–1913)
- Angelo Jank (1899–1907)
- Georg Jauss (1899–1900)
- Hans Kaufmann (1893–1894)
- Hugo Kehrer (1911–1913)
- Caroline Kempter (1899–1904)
- Heinrich Knirr (1900–1911)
- Linda Kögel (1889–1890)
- Christian Landenberger (1899–1905)
- Franz Marc (1907)
- Rudolf Mülli (1913–1918)
- Rudolf Nissl (1907–1908)
- Hermann Pampel (1917–1920)
- Richard Pietzsch (1907–1909)
- Walter Püttner (1917–1920)
- Leo Putz (1908)
- Ella Räuber (1906–1907)
- Ludwig Schmid-Reutte (1895–1899)
- Marie Schnür (1906–1908)
- Rudolf Schramm-Zittau (1907–1909)
- Alfred Schrötter von Kristelli (1892–1893)
- Raffael Schuster-Woldan (1897–1898)
- Franz Xaver Simm (1890–1892)
- Karl Voll (1905–1912)
- Wilhelm Volz (1892–1893)
- Heinrich Waderé (1892–1896)
- Albert Weisgerber (1907–1912)

### Étudiantes
- Erma Bossi
- Hedwig von Branca (de)
- Eugenie Breithut-Munk (de)
- Sophie Burger-Hartmann (de)
- Ruth Cahn
- Paula Deppe
- Gertrud von Kunowski (de)
- Marie von Geldern-Egmond
- Fanny Edle von Geiger-Weishaupt (de)
- Ida Gerhardi (de)
- Ida Giesecke (de)
- Helma Heynsen-Jahn (de)
- Hedwig Josephi (de)
- Margarete Junge
- Tyra Kleen
- Anna Klein
- Gertrud Kleinhempel
- Dora Kolisch (de)
- Broncia Koller-Pinell
- Käthe Kollwitz
- Käte Lassen
- Maria Franck
- Valerie May-Hülsmann (de)
- Elvezia Michel-Baldini
- Gabriele Münter
- Cläre Neuhaus (de)
- Charlotte Wilhelmine Niels (de)
- Rosa Pfäffinger (de)
- Lotte B. Prechner (de)
- Anna Quedenfeldt (de)
- Margarethe Raabe (de)
- Gertraud Rostosky (de)
- Maria Slavona
- Gerta Springer (de)
- Ida C. Ströver (de)
- Kasia von Szadurska (de)
- Minna Tube (de)
- Bertha Züricher